# Sally Rugg
 Sally Rugg es una activista LGBTIQ, feminista y miembro del personal político con sede en Melbourne. Rugg fue directora creativa y de campañas de GetUp entre 2013 y 2018. Rugg fue una de las muchas caras públicas de la campaña del "Sí" en la Encuesta Postal sobre la Ley de Matrimonio de Australia y también de campañas para Escuelas Seguras.  Hasta su muy publicitado despido en 2022, Rugg se desempeñó como jefa de gabinete de la miembro independiente del Parlamento, Monique Ryan .

## Primeros años
Durante sus primeros años, Rugg se ofreció como voluntaria para trabajar con jóvenes desfavorecidos. Luego comenzó a trabajar en la organización GetUp, mientras realizaba su maestría en artes. Asistió a eventos en ACT cuando se legalizó el matrimonio entre personas del mismo sexo. 

## Premios y reconocimientos
Rugg ha ganado numerosos premios debido a su campaña a favor del voto SÍ al matrimonio entre personas del mismo sexo. Hay una habitación que lleva el nombre de Rugg en Oxford Street, Sydney, llamada "The Sally Rugg LGBTIQ Pride Room".  En 2018, Rugg recibió el premio FBI Radio SMAC del año por su trabajo en la campaña YES sobre el matrimonio entre personas del mismo sexo  y Strayan del año por Pedestrian.tv, por sus esfuerzos en la campaña YES.  y fue finalista de Héroe del Año en los Premios LGBTI de Australia. En 2017, Sally fue nombrada entre las 5 mujeres del año de Harper's Bazaar, por la revista Cosmopolitan como una de las personas LGBTIQ más influyentes de Australia, y ocupó el primer lugar en la lista de mujeres LGBTIQ más poderosas de Mammamia, según la lista de las 15 mejores mujeres defensoras de Amnistía Internacional. Derechos humanos en Australia. Sally recibió el premio Young Achiever Award en los Premios de Honor 2016. Rugg fue finalista del premio Honor Awards Young Achiever en 2015, fue nombrado entre los 23 australianos LGBT a seguir en 2016 por la revista SX y el Top 40 Under Forty por TimeOut,  y ganó los premios de honor Young Achiever de Nueva Gales del Sur. Premio en 2016. 

## Vida personal
Rugg se identifica a sí mismo como gay. Vive en Melbourne y está comprometida con la comediante Kate McCartney.

## Escritura
Rugg escribe regularmente sobre activismo y feminismo, así como sobre LGBTIQ y derechos humanos. El trabajo de Rugg se ha publicado en medios como The Sydney Morning Herald, The Guardian, Vice, Pedestrian y Junkee. Rugg fue autor colaborador de libros como The Full Catastrophe (2019) y Growing Up Queer in Australia (2019).   Su primer libro, Qué poderosos somos: detrás de escena con uno de los principales activistas de Australia, es su narrativa sobre la legalización del matrimonio entre personas del mismo sexo. 

## Disputa con Monique Ryan
Después de ganar el escaño de Kooyong en las elecciones de 2022, Monique Ryan contrató a Rugg como jefa de gabinete. Rugg fue anteriormente director ejecutivo de Change.org y fue una voz clave en el debate sobre el matrimonio igualitario como director de campaña del grupo activista de izquierda GetUp! de 2013 a 2018.  Si bien al principio las cosas fueron positivas, surgieron desacuerdos con respecto a las horas de trabajo y las responsabilidades de Rugg. Luego surgieron más incidentes en noviembre de 2022 que, según Rugg, equivalían a una conducta hostil en el lugar de trabajo.  
El 21 de enero, seis meses después del empleo de Rugg, renunció como jefe de personal y el 25 de enero  presentó una demanda judicial alegando que Ryan y el Commonwealth violaron las protecciones generales bajo la Ley de Trabajo Justo.  Rugg afirmó haber sido obligada a trabajar entre 70 y 80 horas por semana, incluidos los fines de semana, temprano en la mañana y tarde en la noche, jornadas de 12 horas. Ryan no está de acuerdo "con cualquier sugerencia de que yo exigiera o esperara que la Sra. Rugg trabajara esa cantidad de horas". 
Después de fracasos en la mediación y la resolución de disputas, el caso procedió a juicio.  Rugg perdió una orden judicial el 7 de marzo de 2023 para detener su despido como jefa de gabinete de Ryan.  La audiencia de gestión del caso fue escuchada por la jueza Debra Mortimer. Parte del razonamiento incluía el hecho de que Nina O'Connor ya había sido "adscrita" por Climate 200 para reemplazar a Rugg.  El 8 de mayo de 2023, aceptó un acuerdo de aproximadamente 100.000 dólares sin admisión de culpa por parte de Ryan ni del gobierno, y todas las partes pagaron sus propias costas.  